# Greg Fitzgerald
Gregory "Greg" Fitzgerald (ur. 28 listopada 1976) – australijski zapaśnik walczący w stylu wolnym. Olimpijczyk z Atlanty 1996, gdzie zajął osiemnaste miejsce w kategorii 52 kg.
Piąty na igrzyskach Wspólnoty Narodów w 1994. Brązowy medalista mistrzostw Wspólnoty Narodów w 1995. Wicemistrz Oceanii w 1995 i 1996.